# Conocybe crispa
Conocybe crispa är en svampart som först beskrevs av Longyear, och fick sitt nu gällande namn av Rolf Singer 1951. Conocybe crispa ingår i släktet Conocybe och familjen Bolbitiaceae.   Inga underarter finns listade i Catalogue of Life.